# Olympische Winterspiele 1980/Ski Nordisch
Bei den XIII. Olympischen Winterspielen 1980 in Lake Placid fanden zehn Wettbewerbe im nordischen Skisport statt. Diese galten gleichzeitig als 33. Nordische Skiweltmeisterschaften. Neben olympischen Medaillen wurden auch Weltmeisterschaftsmedaillen vergeben. Einzige Ausnahme war die Nordische Kombination, in der es ausschließlich olympische Medaillen gab. Austragungsorte waren das Lake Placid Olympic Sports Complex Cross Country Biathlon Center und der MacKenzie Intervale Ski Jumping Complex.
Im Langlauf der Frauen wurde die Erweiterung des Programms von den letzten Weltmeisterschaften mit der Strecke über 20 km noch nicht in das olympische Programm übernommen, sodass es wiederum nur zwei Einzelwettbewerbe und die Staffel gab. Dieser Wettbewerb wurde jedoch bei einer eigenen Veranstaltung in Falun als Weltmeisterschaft ausgetragen. Bei den nachfolgenden Spielen in Sarajevo hielt diese Disziplin dann doch Einzug ins olympische Programm.

## Bilanz

### Medaillenspiegel
| Platz | Land             | Gold | Silber | Bronze | Gesamt |
| ----- | ---------------- | ---- | ------ | ------ | ------ |
| 1     | Sowjetunion      | 4    | 2      | 1      | 7      |
| 2     | DDR              | 3    | 1      | 1      | 5      |
| 3     | Finnland         | 1    | 5      | 3      | 9      |
| 4     | Österreich       | 1    | 1      | –      | 2      |
| 5     | Schweden         | 1    | –      | –      | 1      |
| 6     | Norwegen         | –    | 1      | 2      | 3      |
| 7     | Japan            | –    | 1      | –      | 1      |
| 8     | Bulgarien        | –    | –      | 1      | 1      |
| 8     | Tschechoslowakei | –    | –      | 1      | 1      |

### Medaillengewinner
| Konkurrenz        | Gold                                                                   | Silber                                                    | Bronze                                                           |
| ----------------- | ---------------------------------------------------------------------- | --------------------------------------------------------- | ---------------------------------------------------------------- |
| 15 km             | Thomas Wassberg                                                        | Juha Mieto                                                | Ove Aunli                                                        |
| 30 km             | Nikolai Simjatow                                                       | Wassili Rotschew                                          | Iwan Lebanow                                                     |
| 50 km             | Nikolai Simjatow                                                       | Juha Mieto                                                | Alexander Sawjalow                                               |
| 4 × 10 km Staffel | Nikolai Baschukow Jewgeni Beljajew, Wassili Rotschew, Nikolai Simjatow | Per Knut Aaland, Ove Aunli, Oddvar Brå, Lars Erik Eriksen | Harri Kirvesniemi, Juha Mieto, Matti Pitkänen, Pertti Teurajärvi |

| Konkurrenz       | Gold                                                            | Silber                                                               | Bronze                                                |
| ---------------- | --------------------------------------------------------------- | -------------------------------------------------------------------- | ----------------------------------------------------- |
| 5 km             | Raissa Smetanina                                                | Hilkka Riihivuori                                                    | Květoslava Jeriová                                    |
| 10 km            | Barbara Petzold                                                 | Hilkka Riihivuori                                                    | Helena Takalo                                         |
| 4 × 5 km Staffel | Carola Anding, Veronika Hesse, Marlies Rostock, Barbara Petzold | Nina Baldytschewa, Galina Kulakowa, Nina Rotschewa, Raissa Smetanina | Berit Aunli, Anette Bøe, Marit Myrmæl, Brit Pettersen |

| Konkurrenz    | Gold           | Silber                        | Bronze         |
| ------------- | -------------- | ----------------------------- | -------------- |
| Normalschanze | Toni Innauer   | Manfred Deckert Hirokazu Yagi | –              |
| Großschanze   | Jouko Törmänen | Hubert Neuper                 | Jari Puikkonen |

| Konkurrenz | Gold           | Silber            | Bronze         |
| ---------- | -------------- | ----------------- | -------------- |
| Einzel     | Ulrich Wehling | Jouko Karjalainen | Konrad Winkler |

## Langlauf Männer

### 15 km
| Platz | Land | Sportler            | Zeit (min) |
| ----- | ---- | ------------------- | ---------- |
| 1     | SWE  | Thomas Wassberg     | 41:57,63   |
| 2     | FIN  | Juha Mieto          | 41:57,64   |
| 3     | NOR  | Ove Aunli           | 42:28,62   |
| 4     | URS  | Nikolai Simjatow    | 42:33,96   |
| 5     | URS  | Jewgeni Beljajew    | 42:46,02   |
| 6     | POL  | Józef Łuszczek      | 42:59,03   |
| 7     | URS  | Alexander Sawjalow  | 43:00,81   |
| 8     | FIN  | Harri Kirvesniemi   | 43:02,01   |
| 9     | NOR  | Oddvar Brå          | 43:05,64   |
| 10    | NOR  | Lars Erik Eriksen   | 43:11,51   |
|       |      |                     |            |
| 12    | FRG  | Jochen Behle        | 43:16,05   |
| 21    | FRG  | Wolfgang Müller     | 44:02,54   |
| 26    | FRG  | Peter Zipfel        | 44:38,23   |
| 27    | SUI  | Franz Renggli       | 44:38,66   |
| 29    | SUI  | Konrad Hallenbarter | 44:42,12   |
| 32    | SUI  | Hans-Ueli Kreuzer   | 44:44,66   |
| 35    | SUI  | Alfred Schindler    | 44:52,93   |
| 36    | FRG  | Dieter Notz         | 44:54,11   |
| 37    | GDR  | Alf-Gerd Deckert    | 45:00,40   |

Datum: 17. Februar 1980, 09:00 Uhr

Höhenunterschied: 124 m; Maximalanstieg: 51 m; Totalanstieg: 460 m

63 Teilnehmer aus 22 Ländern, davon 61 in der Wertung.
Wassberg lag sowohl nach 5 als auch 10 Kilometern knapp vor Mieto, fiel aber im Finish ab, hatte bei der letzten Abfahrt Mühe, fing sich nochmals, stolperte ganz links in der Spur und rettete unter Anfeuerung der mitlaufenden Betreuer den Sieg; Mieto schien im Finish kraftvoll, sprintete, doch reichte es nicht, der Rückstand betrug umgerechnet 5,9 cm. – Der Finne war schon 1972 in Sapporo über dieselbe Distanz, damals im Kampf um Bronze, um 6/100 s gegen den Norweger Ivar Formo gescheitert.

### 30 km
| Platz | Land | Sportler          | Zeit (h)   |
| ----- | ---- | ----------------- | ---------- |
| 1     | URS  | Nikolai Simjatow  | 1:27:02,80 |
| 2     | URS  | Wassili Rotschew  | 1:27:34,22 |
| 3     | BUL  | Iwan Lebanow      | 1:28:03,87 |
| 4     | SWE  | Thomas Wassberg   | 1:28:40,35 |
| 5     | POL  | Józef Łuszczek    | 1:29:03,64 |
| 6     | FIN  | Matti Pitkänen    | 1:29:35,03 |
| 7     | FIN  | Juha Mieto        | 1:29:45,08 |
| 8     | NOR  | Ove Aunli         | 1:29:54,02 |
| 9     | GDR  | Alf-Gerd Deckert  | 1:30:05,17 |
| 10    | NOR  | Lars Erik Eriksen | 1:30:34,34 |
|       |      |                   |            |
| 15    | SUI  | Edi Hauser        | 1:31:20,09 |
| 22    | FRG  | Dieter Notz       | 1:31:58,27 |
| 24    | SUI  | Gaudenz Ambühl    | 1:32:06,20 |
| 29    | SUI  | Heinz Gähler      | 1:33:43,68 |
| 31    | FRG  | Josef Schneider   | 1:34:05,33 |
| 37    | FRG  | Wolfgang Müller   | 1:35:37,46 |
| 40    | FRG  | Peter Zipfel      | 1:36:06,95 |
| 42    | SUI  | Francis Jacot     | 1:36:50,46 |

Datum: 14. Februar 1980, 09:00 Uhr

Höhenunterschied: 124 m; Maximalanstieg: 51 m; Totalanstieg: 867 m

57 Teilnehmer aus 20 Ländern, 52 in der Wertung.
Es war dies der erste Bewerb der Spiele, somit wurde Simjatow erster Goldmedaillengewinner. Er feierte einen Start-Ziel-Sieg, lag nach den ersten 10 Kilometern deutlich voran. Wassberg war nach 20 km noch auf Rang 2 gewesen. Rotschew dominierte den zweiten Teil des Rennens (nach 10 km auf Rang 5, nach 20 km auf Rang 4). Die schmale Loipe (in der ersten Hälfte stark wellig und mit ständigem Wechsel zwischen Steigungen und Abfahrten, dann aber flach) schien den Skandinaviern nicht zu liegen. Von den Favorits hatte der Schwede Sven-Åke Lundbäck Ski- und Wachsprobleme, auch der Norweger Oddvar Brå war schon bald nach dem Start chancenlos.

Sergei Saweljew, der 30-km-Sieger vor vier Jahren in Innsbruck war zwar anwesend, wurde jedoch wegen fehlender Form nicht aufgestellt. Rang 3 für Lebanow war eine Sensation.

### 50 km
| Platz | Land | Sportler           | Zeit (h)   |
| ----- | ---- | ------------------ | ---------- |
| 1     | URS  | Nikolai Simjatow   | 2:27:24,60 |
| 2     | FIN  | Juha Mieto         | 2:30:20,52 |
| 3     | URS  | Alexander Sawjalow | 2:30:51,52 |
| 4     | NOR  | Lars Erik Eriksen  | 2:30:53,03 |
| 5     | URS  | Sergei Saweljew    | 2:31:15,82 |
| 6     | URS  | Jewgeni Beljajew   | 2:31:21,19 |
| 7     | NOR  | Oddvar Brå         | 2:31:46,83 |
| 8     | SWE  | Sven-Åke Lundbäck  | 2:31:59,65 |
| 9     | FIN  | Asko Autio         | 2:32:25,57 |
| 10    | SUI  | Franz Renggli      | 2:33:27,56 |
|       |      |                    |            |
| 14    | SUI  | Heinz Gähler       | 2:35:11,20 |
| 21    | FRG  | Peter Zipfel       | 2:37:09,74 |
| 22    | FRG  | Dieter Notz        | 2:37:47,41 |
| 26    | GDR  | Alf-Gerd Deckert   | 2:38:13,53 |
| 28    | FRG  | Franz Schöbel      | 2:40:25,96 |
| 29    | FRG  | Josef Schneider    | 2:40:49,68 |

Datum: 23. Februar 1980, 08:30 Uhr

Höhenunterschied: 124 m; Maximalanstieg: 51 m; Totalanstieg: 1428 m

43 Teilnehmer aus 14 Ländern, 37 in der Wertung.
Weitere wichtige Platzierungen bzw. beste ihrer Länder:

17. Józef Łuszczek (POL) 2:36:38.05
Nach halber Strecke lag Simjatow, der somit inklusive Staffelgold zu drei „Goldenen“ kam, noch hinter Sawjalow. Auch die Aufholjagd Mietos war bemerkenswert, denn nach 25 km lag er nur auf Rang 8.

### 4 × 10 km Staffel
| Platz | Land / Sportler                                                                  | Zeit                                                             |
| ----- | -------------------------------------------------------------------------------- | ---------------------------------------------------------------- |
| 1     | Sowjetunion Wassili Rotschew Nikolai Baschukow Jewgeni Beljajew Nikolai Simjatow | 1:57:03,46 h 29:21,41 min 29:52,57 min 29:21,78 min 28:27,70 min |
| 2     | Norwegen Lars Erik Eriksen Per Knut Aaland Ove Aunli Oddvar Brå                  | 1:58:45,77 h 29:45,96 min 29:26,77 min 30:14,80 min 29:18,24 min |
| 3     | Finnland Harri Kirvesniemi Pertti Teurajärvi Matti Pitkänen Juha Mieto           | 2:00:00,18 h 31:17,45 min 30:17,70 min 30:08,39 min 28:16,64 min |
| 4     | BR Deutschland Peter Zipfel Wolfgang Müller Dieter Notz Jochen Behle             | 2:00:22,74 h 30:57,65 min 30:27,07 min 29:37,29 min 29:20,73 min |
| 5     | Schweden Sven-Åke Lundbäck Thomas Eriksson Benny Kohlberg Thomas Wassberg        | 2:00:42,71 h 31:39,44 min 29:41,45 min 30:33,62 min 28:48,20 min |
| 6     | Italien Maurilio De Zolt Benedetto Carrara Giulio Capitanio Giorgio Vanzetta     | 2:01:09,93 h 30:15,96 min 31:10,76 min 30:01,62 min 29:41,59 min |
| 7     | Schweiz Hans-Ueli Kreuzer Konrad Hallenbarter Edi Hauser Gaudenz Ambühl          | 2:03:36,57 h 30:37,34 min 30:51,73 min 31:45,12 min 30:22,38 min |
| 8     | Vereinigte Staaten Bill Koch Tim Caldwell Jim Galanes Stan Dunklee               | 2:04:12,17 h 29:55,28 min 32:21,54 min 31:17,72 min 30:37,63 min |

Datum: 20. Februar 1980, 09:00 Uhr

Höhenunterschied: 177 m; Maximalanstieg: 76 m; Totalanstieg: 315 m

10 Staffeln am Start, alle in der Wertung.
Bis zur dritten Teilstrecke gab es ein Kopf-an-Kopf-Rennen der URS-Läufer mit jenen aus Norwegen, danach hängte Schlussläufer Simjatow seinen Konkurrenten Brå glatt ab. Um Bronze gab es ein sehenswertes Finish, bei dem der bundesdeutsche Schlussläufer Behle viel Vorsprung hatte, doch im Zielstadion konnte der Finne Mieto mit mächtigen Schritten sein Überholmanöver verwirklichen. Das Rennen war für Norwegen und Schweden schon vor dem Start verloren gewesen, da die Betreuer das falsche Wachs genommen hatten; es hatte andere Verhältnisse als zuvor gegeben (ein Wärmeeinbruch hatte die Loipe weich und schlapp gemacht).

## Langlauf Frauen

### 5 km
| Platz | Land | Sportlerin         | Zeit (min) |
| ----- | ---- | ------------------ | ---------- |
| 1     | URS  | Raissa Smetanina   | 15:06,92   |
| 2     | FIN  | Hilkka Riihivuori  | 15:11,96   |
| 3     | TCH  | Květoslava Jeriová | 15:23,44   |
| 4     | GDR  | Barbara Petzold    | 15:23,62   |
| 5     | URS  | Nina Baldytschewa  | 15:29,03   |
| 6     | URS  | Galina Kulakowa    | 15:29,58   |
| 7     | GDR  | Veronika Hesse     | 15:31,83   |
| 8     | FIN  | Helena Takalo      | 15:32,12   |
| 9     | GDR  | Marlies Rostock    | 15:36,28   |
| 10    | SWE  | Lena Carlzon       | 15:43,04   |
|       |      |                    |            |
| 16    | GDR  | Ute Nestler        | 15:53,38   |
| 23    | SUI  | Evi Kratzer        | 16:14,34   |
| 31    | FRG  | Susanne Riermeier  | 16:31,07   |
| 32    | FRG  | Karin Jäger        | 16:38,47   |
| 34    | SUI  | Cornelia Thomas    | 16:43,85   |

Datum: 15. Februar 1980, 09:00 Uhr

Höhenunterschied: 87 m; Maximalanstieg: 53 m; Totalanstieg: 154 m

38 Teilnehmerinnen aus 12 Ländern, alle in der Wertung.
Während die beiden Ersten zum Kreis der Favoritinnen gezählt hatten, drang mit Jeriová eine Außenseiterin in die Medaillenränge ein. Titelverteidigerin Takalo musste sich mit Rang 8 begnügen. Kriterium der Strecke war eine Folge von Anstiegen und Abfahrten, die nur die Läuferinnen mit bester Kondition gut bewältigen konnten.

### 10 km
| Platz | Land | Sportlerin         | Zeit (min) |
| ----- | ---- | ------------------ | ---------- |
| 1     | GDR  | Barbara Petzold    | 30:31,54   |
| 2     | FIN  | Hilkka Riihivuori  | 30:35,06   |
| 3     | FIN  | Helena Takalo      | 30:45,25   |
| 4     | URS  | Raissa Smetanina   | 30:54,48   |
| 5     | URS  | Galina Kulakowa    | 30:58,46   |
| 6     | URS  | Nina Baldytschewa  | 31:22,93   |
| 7     | GDR  | Marlies Rostock    | 31:28,79   |
| 8     | GDR  | Veronika Hesse     | 31:29,14   |
| 9     | TCH  | Květoslava Jeriová | 31:29,55   |
| 10    | SWE  | Eva Olsson         | 31:36,08   |
|       |      |                    |            |
| 12    | GDR  | Carola Anding      | 31:45,82   |
| 21    | FRG  | Susanne Riermeier  | 32:37,57   |
| 26    | FRG  | Karin Jäger        | 33:01,76   |
| 27    | SUI  | Evi Kratzer        | 33:03,65   |
| 36    | SUI  | Cornelia Thomas    | 33:57,94   |

Datum: 18. Februar 1980, 09:00 Uhr

Höhenunterschied: 124 m; Maximalanstieg: 44 m; Totalanstieg: 282 m

38 Teilnehmerinnen aus 12 Ländern, alle in der Wertung.
Mit Barbara Petzold gewann zum ersten Mal bei Olympischen Winterspielen eine Dame, die nicht aus der Sowjetunion oder aus Skandinavien kam, einen Langlaufbewerb. Petzolds Zeitplan war bestens eingeteilt – sie konnte sich zudem revanchieren, denn im 5-km-Bewerb war sie nur Vierte gewesen. Enttäuschung für die URS-Läuferinnen, die nicht in die Medaillenränge kamen.

### 4 × 5 km Staffel
| Platz | Land / Sportlerinnen                                                                    | Zeit                                                             |
| ----- | --------------------------------------------------------------------------------------- | ---------------------------------------------------------------- |
| 1     | DDR Marlies Rostock Carola Anding Veronika Hesse Barbara Petzold                        | 1:02:11,10 h 15:50,64 min 15:39,52 min 15:18,23 min 15:22,71 min |
| 2     | Sowjetunion Nina Baldytschewa Nina Rotschewa Galina Kulakowa Raissa Smetanina           | 1:03:18,30 h 15:52,78 min 16:03,83 min 15:50,06 min 15:31,63 min |
| 3     | Norwegen Brit Pettersen Anette Bøe Marit Myrmæl Berit Aunli                             | 1:04:13,50 h 16:08,65 min 15:56,61 min 16:15,91 min 15:52,33 min |
| 4     | Tschechoslowakei Dagmar Palečková Gabriela Svobodová Blanka Paulů Květoslava Jeriová    | 1:04:31,39 h 16:38,43 min 15:54,20 min 16:12,23 min 15:46,53 min |
| 5     | Finnland Marja Auroma Marja-Liisa Hämäläinen Helena Takalo Hilkka Riihivuori            | 1:04:41,28 h 16:52,95 min 16:17,13 min 15:53,27 min 15:37,93 min |
| 6     | Schweden Marie Johansson Karin Lamberg Eva Olsson Lena Carlzon                          | 1:05:16,32 h 16:19,53 min 16:14,45 min 16:13,75 min 16:28,59 min |
| 7     | Vereinigte Staaten Alison Owen-Spencer Beth Paxson Leslie Bancroft Lynn Spencer-Galanes | 1:06:55,41 h 17:03,63 min 16:42,78 min 16:24,52 min 16:44,48 min |
| 8     | Kanada Angela Schmidt-Foster Shirley Firth Esther Miller Joan Groothuysen               | 1:07:45,75 h 17:10,74 min 16:51,37 min 17:07,96 min 16:35,68 min |

Datum: 21. Februar 1980, 09:00 Uhr

Höhenunterschied: 100 m; Maximalanstieg: 55 m; Totalanstieg: 162 m

8 Staffeln am Start, alle in der Wertung.
Vorerst lagen die GDR und URS gleichauf, Rostock übergab mit 2 Sekunden Vorsprung auf Baldytschewa. Den Grundstein zum Sieg legte Anding, die den Abstand auf 28 Sekunden vergrößerte. Am Ende betrug der Vorsprung über eine Minute, der Altersdurchschnitt der URS-Staffel war viel höher als jener der GDR.

## Skispringen

### Normalschanze
| Platz | Land | Sportler         | Weiten (m)  | Punkte |
| ----- | ---- | ---------------- | ----------- | ------ |
| 1     | AUT  | Toni Innauer     | 89,0 / 90,0 | 266,3  |
| 2     | GDR  | Manfred Deckert  | 85,0 / 88,0 | 249,2  |
| 2     | JPN  | Hirokazu Yagi    | 87,0 / 83,5 | 249,2  |
| 4     | JPN  | Masahiro Akimoto | 83,5 / 87,5 | 248,5  |
| 5     | FIN  | Pentti Kokkonen  | 86,0 / 83,5 | 247,6  |
| 6     | AUT  | Hubert Neuper    | 82,5 / 88,5 | 245,5  |
| 7     | AUT  | Alfred Groyer    | 85,5 / 83,5 | 245,3  |
| 8     | FIN  | Jouko Törmänen   | 83,0 / 85,5 | 243,5  |
| 9     | SUI  | Hansjörg Sumi    | 83,0 / 86,5 | 242,6  |
| 10    | POL  | Stanisław Bobak  | 86,0 / 82,0 | 242,2  |
| 11    | GDR  | Martin Weber     | 83,0 / 83,5 | 236,8  |
| 12    | AUT  | Armin Kogler     | 85,0 / 79,0 | 234,8  |
|       |      |                  |             |        |
| 15    | GDR  | Henry Glaß       | 81,0 / 81,5 | 231,4  |
| 19    | FRG  | Peter Leitner    | 81,0 / 77,5 | 223,0  |
| 20    | GDR  | Jochen Danneberg | 83,5 / 77,0 | 222,7  |
| 25    | FRG  | Hubert Schwarz   | 80,0 / 72,0 | 209,1  |
| 37    | SUI  | Robert Mösching  | 74,0 / 73,0 | 192,6  |
| 43    | SUI  | Paul Egloff      | 65,0 / 70,5 | 171,7  |

Andere bekannte Springer bzw. beste ihrer Nationen:

13. Roger Ruud (NOR) 81,0 113,3 / 84,5 120,9 234,2

14. Johan Sætre (NOR) 83,0 118,0 / 81,0 113,8 231,8

16. Jari Puikkonen (FIN) 81,0 115,8 / 80,0 111,7 227,5

17. Jeff Davis (USA) 80,0 105,7 / 84,0 120,6 226,3

18. Per Bergerud (NOR) 80,0 110,7 / 81,0 113,3 224,0

21. Alexei Borowitin (URS) 80,5 115,0 / 76,0 105,3 220,3

22. Leoš Škoda (ČSSR) 75,0 100,7 / 83,0 119,0 219,7

24. Bernard Moullier (FRA) 79,0 108,1 / 77,0 102,4 210,5

28. Steve Collins (CAN) 81,0 111,8 / 72,0 95,9 207,7

32. Kari Ylianttila (FIN) 76,0 105,8 / 72,0 97,4 203,2

34. Jan Holmlund (SWE) 75,0 101,7 / 71,0 93,8 195,5

38. Lido Tomasi (ITA) 72,0 93,4 / 74,0 99,1 192,5

41. Horst Bulau (CAN) 64,5 79,4 / 75,0 100,7 180,1

43. Paul Egloff (SUI) 65,0 80,2 / 70,5 91,5 171,7

44. Miran Tepeš (YUG) 66,0 78,3 / 71,0 93,3 171,6

47. Piotr Fijas (POL) 79,5 109,4 / 59,0 34,6 144,0

48. und Letzter: Bogdan Norčič (YUG) 55,0 50,7 / 62,0 73,9 124,6
Datum: 17. Februar 1980, 13:00 Uhr

K-Punkt: 86 m

48 Teilnehmer aus 16 Ländern, alle in der Wertung.
Der Favoritenkreis war äußerst groß; die Springer aus der GDR und aus Japan sowie Neuper, Kogler und Innauer galten als Medaillenanwärter, aber es hieß, dass bei der windanfälligen Schanze auch Peter Leitner oder Bogdan Norčič Außenseiterchancen hätten. Das erste Training, in dem Neuper mit 99,5 am weitesten sprang, hatte sich zu einem Zweikampf zwischen den GDR- und ÖSV-Springern gestaltet, und es war zum Großteil von dichtem Schneetreiben begleitet. Fraglich war noch der von den Österreichern verwendete (neue) Flossenski, gegen den laut den FIS-Gremien nichts einzuwenden war. Beim Springen herrschte etwas stärkerer Wind, Innauer ließ sich vor seinem Sprung etwas mehr Zeit, wartete auf ein Zeichen von Trainer Baldur Preiml (welches «weniger Wind» bedeutete) und ging danach in die Anlaufspur.

### Großschanze
| Platz | Land | Sportler          | Weiten (m)    | Punkte |
| ----- | ---- | ----------------- | ------------- | ------ |
| 1     | FIN  | Jouko Törmänen    | 114,5 / 117,0 | 271,0  |
| 2     | AUT  | Hubert Neuper     | 113,0 / 114,5 | 262,4  |
| 3     | FIN  | Jari Puikkonen    | 110,5 / 108,5 | 248,5  |
| 4     | AUT  | Toni Innauer      | 110,0 / 107,0 | 245,7  |
| 5     | AUT  | Armin Kogler      | 110,0 / 108,0 | 245,6  |
| 6     | NOR  | Roger Ruud        | 110,0 / 109,0 | 243,0  |
| 7     | SUI  | Hansjörg Sumi     | 117,0 / 100,0 | 242,7  |
| 8     | USA  | James Denney      | 109,0 / 104,0 | 239,0  |
| 9     | CAN  | Steve Collins     | 112,5 / 102,5 | 239,0  |
| 10    | JPN  | Masahiro Akimoto  | 104,0 / 108,0 | 239,0  |
| 11    | GDR  | Henry Glaß        | 093,5 / 110,5 | 232,0  |
|       |      |                   |               |        |
| 15    | GDR  | Klaus Ostwald     | 107,0 / 119,0 | 225,1  |
| 17    | SUI  | Robert Mösching   | 108,0 / 098,5 | 222,5  |
| 18    | FRG  | Peter Leitner     | 106,0 / 098,0 | 221,5  |
| 20    | GDR  | Manfred Deckert   | 102,0 / 100,0 | 219,2  |
| 25    | AUT  | Hans Millonig     | 097,0 / 100,5 | 208,9  |
| 30    | SUI  | Karl Lustenberger | 098,0 / 095,0 | 203,1  |
| 33    | GDR  | Harald Duschek    | 095,5 / 095,0 | 198,6  |
| 41    | FRG  | Hubert Schwarz    | 104,5 / 078,0 | 181,9  |
| 47    | SUI  | Paul Egloff       | 091,5 / 088,0 | 167,2  |
| 48    | FRG  | Hermann Weinbuch  | 085,0 / 080,0 | 155,4  |

Weitere bekannte Springer bzw. Beste ihrer Länder:

13. Kari Ylianttila (FIN) 102,0 111,0 / 106,0 118,1 229,1

14. Piotr Fijas (POL) 107,0 118,0 / 101,0 108,1 226,1

16. Per Bergerud (NOR) 108,0 120,9 / 98,0 103,9 224,8

19. Hirokazu Yagi (JAP) 96,5 103,3 / 105,5 116,9 220,2

21. Leoš Škoda (ČSSR) 106,0 116,6 / 96,0 100,6 217,2

28. Wladimir Wlassow (URS) 97,0 103,5 96,5 101,8 205,3

29. Horst Bulau (CAN) 100,5 106,9 / 95,0 98,2 205,1

37. Bernard Moullier (FRA) 92,0 92,5 / 94,0 95,8 188,3

38. Bogdan Norčič (YUG) 87,0 84,5 / 98,0 102,9 187,4

40. Miran Tepeš (YUG) 96,0 96,1 / 89,0 88,3 184,4

46. Lido Tomasi (ITA) 87,5 83,2 / 88,0 85,9 169,1

50. und Letzter mit nur einer Wertungsnote nach dem ersten Durchgang: Jan Holmlund (SWE) 75,0 26,2
Datum: 23. Februar 1980, 13:00 Uhr

K-Punkt: 114 m

50 Teilnehmer aus 16 Ländern, alle in der Wertung.
Im ersten Trainingsdurchgang gelang Hansjörg Sumi mit 117 m ein neuer Schanzenrekord (bisher 115 m von Pentti Kokkonen, Finnland), demgegenüber gelangen bei den Österreichern nur Armin Kogler drei Sprünge über 100 m, Innauer mit 107,5 m der weiteste – besser als sie zeigten sich die GDR-Asse. Wiederum spielte im Bewerb der Wind eine wichtige Rolle, immer wieder mussten die Springer auf dem Balken bis zum richtigen Aufwind warten. Törmänens Sieg kam sogar für seine Landsleute überraschend, denn bisher waren Rang 3 (4. Januar 1978 in Innsbruck) und Rang 5 (6. Januar 1979 in Bischofhofen) bei der Vierschanzentournee seine besten Resultate gewesen. Kurioserweise sprang auch sein Trainer Kari Ylianttila selbst mit und kam auf Rang 13.
Sumi führte nach dem ersten Durchgang, verpatzte aber den zweiten und fiel auf Rang 7 zurück. Sowohl die GDR- als auch die japanischen Springer wurden Windopfer. Die Österreicher erreichten laut ihrem Trainer Preiml mehr, als nach dem Training (und auch nach dem ersten Durchgang mit den Rängen 3, 6 und 8 für Neuper, Innauer, Kogler) zu erwarten war.

## Nordische Kombination
| Platz | Land | Sportler          | Punkte Springen | Punkte Laufen | Punkte total |
| ----- | ---- | ----------------- | --------------- | ------------- | ------------ |
| 1     | GDR  | Ulrich Wehling    | 227,2           | 205,000       | 432,200      |
| 2     | FIN  | Jouko Karjalainen | 209,5           | 220,000       | 429,500      |
| 3     | GDR  | Konrad Winkler    | 214,5           | 210,820       | 425,320      |
| 4     | NOR  | Tom Sandberg      | 203,7           | 214,765       | 418,465      |
| 5     | GDR  | Uwe Dotzauer      | 217,6           | 200,815       | 418,415      |
| 6     | SUI  | Karl Lustenberger | 212,7           | 199,510       | 412,210      |
| 7     | URS  | Alexander Majorow | 194,4           | 214,735       | 409,135      |
| 8     | GDR  | Gunter Schmieder  | 201,7           | 202,375       | 404,075      |
| 9     | FRG  | Hubert Schwarz    | 219,6           | 182,545       | 402,145      |
| 10    | POL  | Jan Legierski     | 183,3           | 217,630       | 400,930      |
|       |      |                   |                 |               |              |
| 14    | FRG  | Urban Hettich     | 174,2           | 216,325       | 390,525      |
| 16    | FRG  | Hermann Weinbuch  | 187,8           | 197,440       | 385,240      |
| 20    | FRG  | Günther Abel      | 184,9           | 191,620       | 376,520      |
| 21    | SUI  | Ernst Beetschen   | 170,3           | 198,295       | 368,595      |

Springen: 18. Februar 1980, 13:00 Uhr

K-Punkt: 86 m
Laufen: 19. Februar 1980, 12:00 Uhr

Höhenunterschied: 124 m; Maximalanstieg: 51 m; Totalanstieg: 460 m

31 Teilnehmer aus 9 Ländern, davon 29 in der Wertung.
Der Wettkampf bestand aus drei Sprungläufen, von denen der schlechteste nicht gewertet wurde, und einem Langlauf über 15 km.
Wehling wurde Sprunglaufsieger vor Walter Malmquist (USA), Hubert Schwarz, Uwe Dotzauer und Konrad Winkler. Den Langlauf gewann Karjalainen vor Legierski, Fjodor Koltšin (URS; in der Gesamtwertung auf Rang 15), Urban Hettich und Sandberg. Wehling und Winkler genügten für Gold und Bronze Rang 9 bzw. 8.